# Sovětské varné reaktory

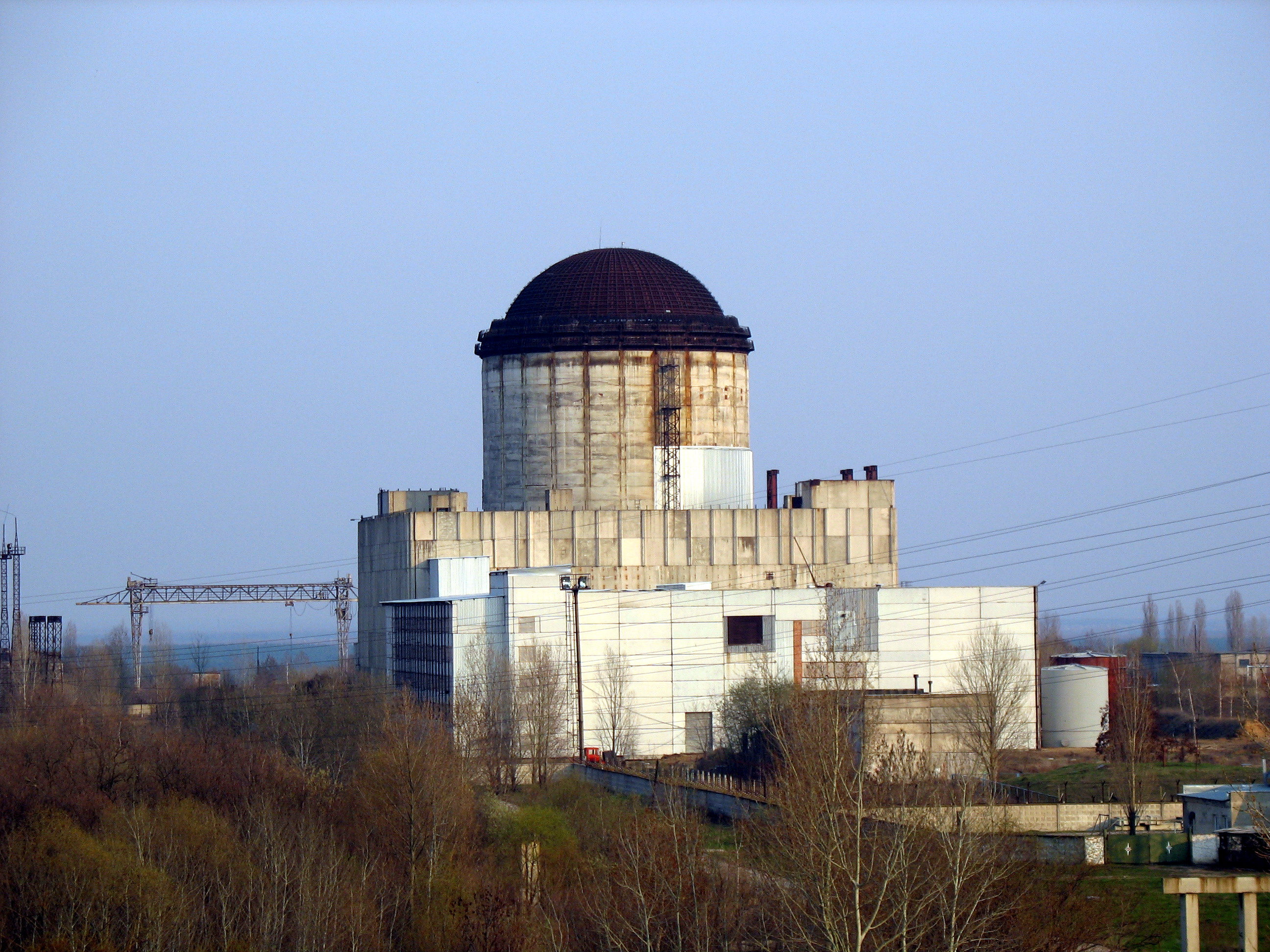
Nedostavěná Voroněžská jaderná elektrárna

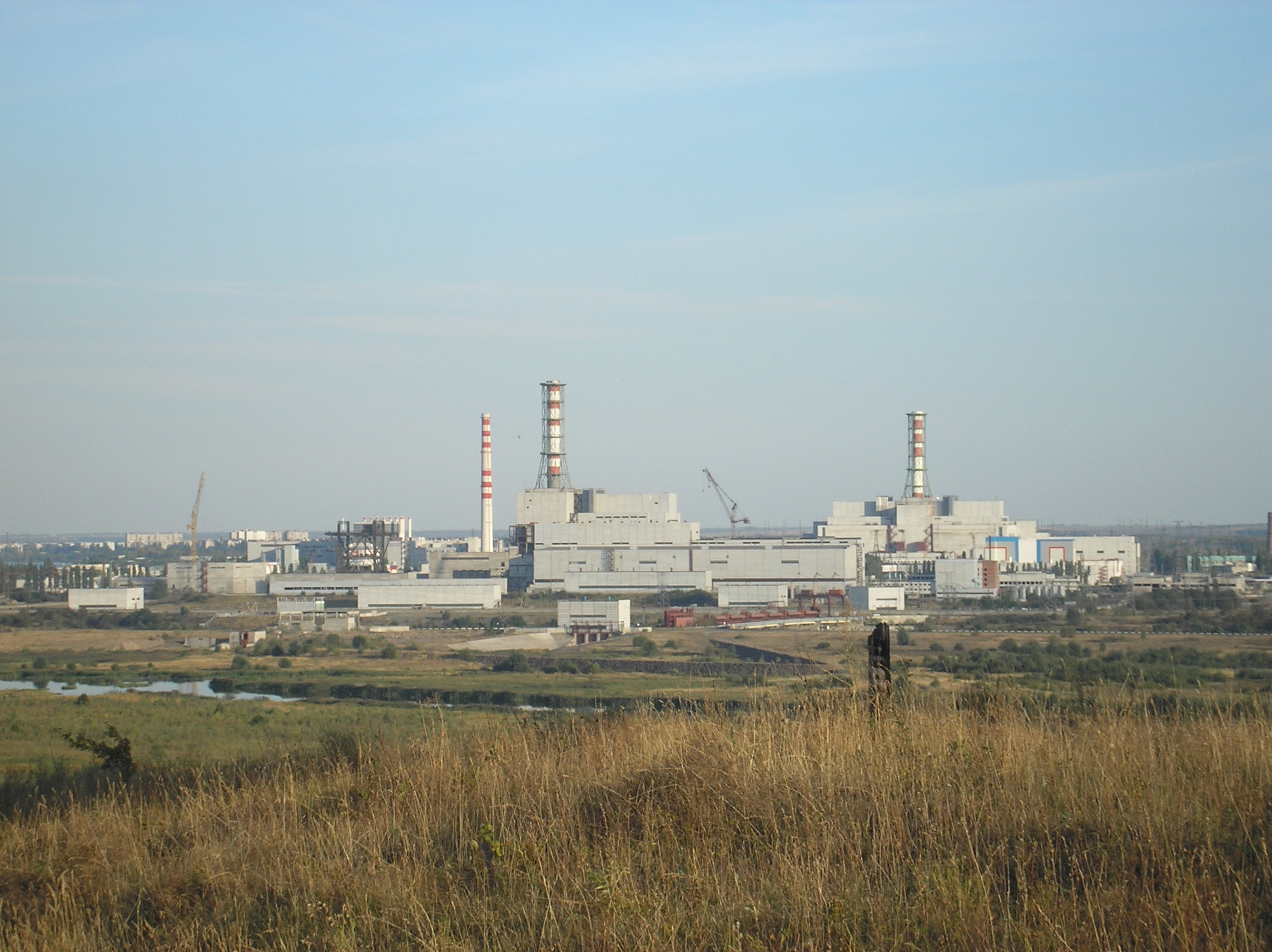
Kurská JE. V popředí je vidět nedostavěný 5. blok, vlevo jsou bloky 1–2 a vpravo 3–4. Všechny reaktory zde jsou typu RBMK-1000

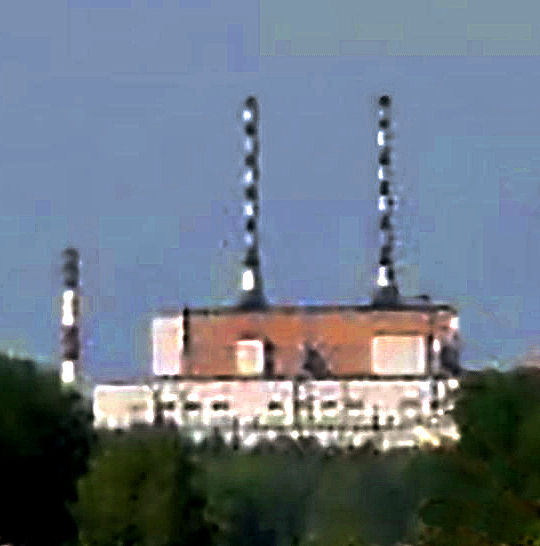
Reaktory AMB v Bělojarské JE

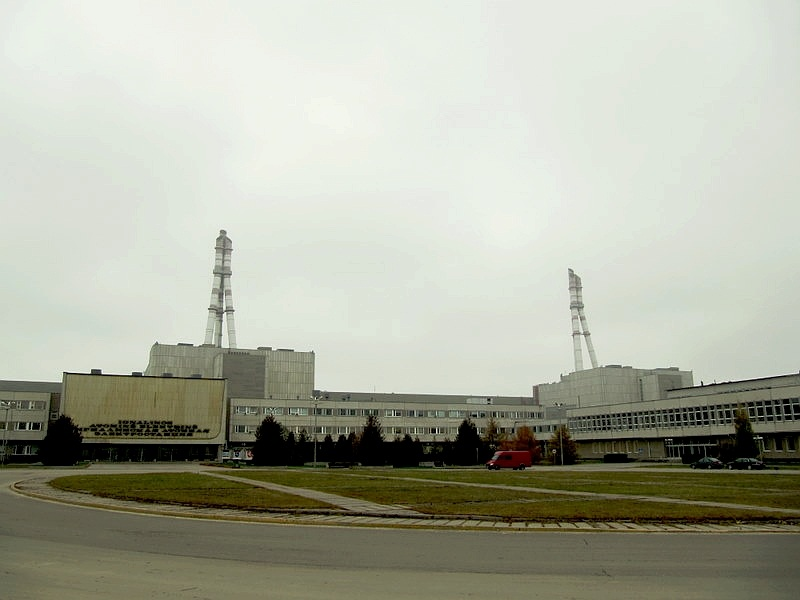
Ignalinská JE má 2 reaktory typu RBMK-1500

Sovětské varné reaktory byly reaktory, stavěné výhradně na území bývalého SSSR.
AM – použit v Obninsku, úplný počátek a základ sovětských varných reaktorů. Výkon byl zhruba 5 MW a byl moderován grafitem a chlazen obyčejnou vodou.
AMB 100, 200 – v překladu z ruštiny „Atom Mírový Bělojarský“, už název prozrazuje jméno JE, ve které byl použit. V Bělojarské JE byly tyto reaktory vystavěny celkem dva, jeden o výkonu zhruba 60 MW a druhý 143 MW. Vzhled reaktoru byl téměř totožný s reaktorem AM-1, AMB 200 je přímý předchůdce reaktorů RBMK. AMB-100 byl odstaven v roce 1983 a AMB-200 v roce 1990.
RBMK-1000 – nejrozšířenější varný reaktor v bývalém SSSR (Leningradská JE, Kurská JE, Smolenská JE, Černobylská JE). Dělí se na tzv. RBMK-1000 1. generace a RBMK-1000 2. generace, rozdíl je však jen v počtu palivových tyčí. Instalovaný výkon reaktoru činí 1000 MW. Kromě JE Černobyl, jednoho bloku JE Kursk a dvou bloků JE Leningrad jsou zatím všechny reaktory RBMK-1000 v provozu. Nevýhodou jsou vysoké nároky na místo. Na výšku má reaktor cca 7 m a na šířku 12 m. Kladná reaktivita je další velmi závažný problém, způsobuje nestabilitu v případě přehřátí. Stejné konstrukce byl plán reaktoru MKER-1000, rozdíl byl však v tom, že tento typ už měl mít ochrannou obálku, tzv. kontejnment.
RBMK-1500 – tento typ reaktoru měl být provozován minimálně ve dvou JE: Kostroma a Ignalina. Nakonec byla spuštěna jen JE Ignalina a to jen 2 bloky. Celou dobu ale její 2 bloky pracovaly na snížený výkon 1350 MW, protože byl pozorován neuspokojivý vliv na palivové tyče. Elektrárna dodávala celkem 79 % energie v Litvě. Po nástupu do Evropské unie však musely být oba dva bloky uzavřeny. První ukončil svůj provoz v roce 2004 a druhý na Silvestra v roce 2009. Stejné konstrukce je i MKER-1500, u kterého však byl myšlen i ochranný kontejnment.
RBMKP-2400 – gigantický reaktor nevídaných rozměrů – až 30 m na šířku. Výkon měl být cca 2400 MW. Plány na stavbu JE ani nebyly dokončeny.
AST-500 – pokusný, ale neúspěšný varný reaktor. Tento reaktor byl posledním plánovaným varným reaktorem v SSSR. Jaderné elektrárny s tímto typem reaktoru nebyly nikdy dokončeny – jedná se o JE Voroněž a JE Gorki. Reaktor měl v plánu i ochranný kontejnment. Měl zároveň také sloužit k vytápění měst. Od tohoto typu se měl odvíjet AST-300 a AST-500M určené na export.
Koncem stavby varných reaktorů byla černobylská havárie a rozpad SSSR.